# 法邁亞縣

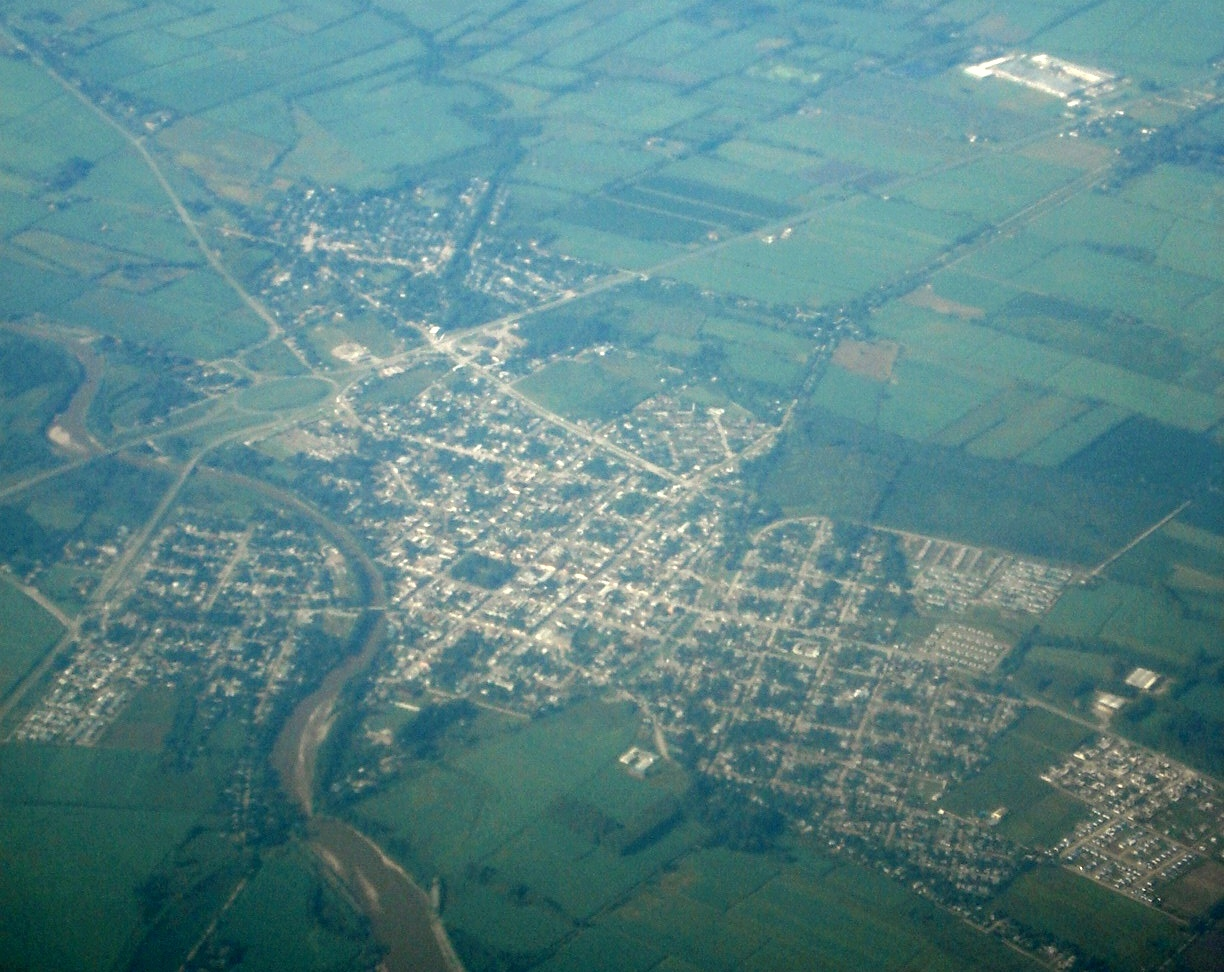

法邁亞縣（西班牙語：Departamento Famaillá），是阿根廷的縣份，位於該國北部圖庫曼省，首府設於法邁亞，面積427平方公里，該地區的地震活動頻繁和低強度，2010年人口34,542，人口密度每平方公里80.89人。